# Veliki ikozihemidodekakron
| Veliki izakronski heksekontaeder             | Veliki izakronski heksekontaeder                     |
| -------------------------------------------- | ---------------------------------------------------- |
|                                              |                                                      |
| Vrsta                                        | zvezdni polieder                                     |
| Elementi                                     | F = 30, E = 60, V =26 ({\displaystyle \chi \,} = -4) |
| Grupa simetrije                              | Ih, [5,3], *532                                      |
| Sklici                                       | DU71                                                 |
| veliki ikozikozidodekaeder (dualni polieder) |                                                      |

Veliki ikozihemidodekakron je v geometriji dualno telo velikega ikozihemidodekaedra. Je eden izmed devetih dualnih polpoliedrov. Izgleda tako, kot da ga ne moremo razlikovati od velikega dodekahemidodekakrona.
Ker pa ima veliki ikozihemidodekaeder šest desetkotnih stranskih ploskev, ki tečejo skozi središče modela, ima ikozihemidodekakron šest oglišč v neskončnosti. V delu Magnusa Wenningerja Dual Models so prikazani kot presek neskončnih prizem, ki potekajo skozi središče modela in so odrezane v določeni točki, da se lažje izdelajo. 